# Mount Lymburner
Mount Lymburner ist ein 1940 m hoher Berg im westantarktischen Ellsworthland. Er ragt 6,5 km westnordwestlich des Mount Weems nahe dem Nordende der Sentinel Range des Ellsworthgebirges auf.
Der US-amerikanische Polarforscher Lincoln Ellsworth entdeckte ihn bei seinem Transantarktisflug am 23. November 1935. Das Advisory Committee on Antarctic Names benannte ihn 1961 nach dem kanadischen Flieger James Harold Lymburner (1904–1990), Ellsworths Copiloten.